# Honaganahalli, Malavalli
Honaganahalli là một làng thuộc tehsil Malavalli, huyện Mandya, bang Karnataka, Ấn Độ.